# إدسون وارنر
إدسون وارنر هو لاعب رماية كندي، ولد في 6 مارس 1930 في كوكشاير ايتون في كندا.

## وصلات خارجية
- إدسون وارنر على موقع أوليمبيديا (الإنجليزية)
- إدسون وارنر على موقع اتحاد ألعاب الكومنولث (مؤرشف) (الإنجليزية)